# Adelheid Sievert-Staudte
Adelheid Sievert-Staudte (* 1944 als Adelheid Sievert) ist eine deutsche Professorin für Ästhetische Bildung und Kunstpädagogik.

## Werdegang
Sievert-Staudte studierte an der Universität Bielefeld und der Universität Hamburg. 1975 promovierte sie und 1980 folgte die Habilitation. Von 1980 bis 1984 war sie Professorin für Kunstdidaktik der Primarstufe an der Justus-Liebig-Universität Gießen, anschließend bis zur Emeritierung Professorin für Kunstpädagogik an der Johann Wolfgang Goethe-Universität Frankfurt am Main.
Sievert ist Anregerin und Vordenkerin in Theorie und Praxis der Ästhetischen Erziehung. Mit ihrem Namen ist das Prinzip Mit allen Sinnen lernen untrennbar verbunden.
Im September 1990 kam durch ihre Initiative die frauenspezifische Fachtagung der Kunstpädagoginnen FrauenKunstPädagogik in Frankfurt zustande. Dieses eigenständige Forum gibt Raum für die Positionierung in Genderfragen.
Adelheid Sievert-Staudte ist Mitglied im Bund Deutscher Kunsterzieher.
1998 heiratete sie den Gießener Künstler Dieter Hoffmeister (* 1953), für den sie auch einige Ausstellungen eröffnete. Sie trägt wieder ihren Geburtsnamen, Adelheid Sievert. 

## Arbeitsgebiete
Ästhetische Sozialisation von Kindern und Jugendlichen, Kreativität und ästhetisches Lernen, Geschlechterdifferenz in der Kunstpädagogik, Kunst- und Kulturpädagogik in außerschulischen Lernfeldern, therapeutische Aspekte der Kunstpädagogik, Kunstpädagogik als Beruf (Arbeitsfelder, Perspektiven)

## Veröffentlichungen (Auswahl)
- Ästhetisches Verhalten von Vorschulkindern. Beltz, Weinheim 1977, ISBN 3-407-54035-3.
- Ästhetische Erziehung. 1 bis 4. Urban & Schwarzenberg, München 1980, ISBN 3-541-40911-8.
- mit Barbara Vogt: Frauen, Kunst, Pädagogik. Helmer, Frankfurt am Main 1991, ISBN 3-927164-12-7.
- Ästhetisches Lernen auf neuen Wegen. Beltz, Weinheim / Basel 1993, ISBN 3-407-62172-8.
- mit Heidi Richter (Hrsg.): Eine Tulpe ist eine Tulpe ist eine Tulpe: Frauen, Kunst und Neue Medien. Helmer, Königstein/Ts. 1998, ISBN 3-89741-005-2.